# Sepulcro de la reina Urraca la Asturiana
El sepulcro de Urraca la Asturiana es la sepultura de dicha reina consorte y noble que se encuentra en la Catedral de Palencia, en Castilla y León (España).
Urraca de Asturias nació en Aller, Asturias, en 1133 y falleció en Palencia en 1189, y  fue reina consorte de Pamplona por su matrimonio con el rey García Ramírez de Pamplona y más tarde gobernadora de Asturias con título de reina junto con su segundo marido Álvaro Rodríguez de Castro.

## Defunción
Se desconoce la fecha exacta de su defunción. Algunos cronistas sitúan su fallecimiento el 26 de octubre de 1164, lo cual es imposible ya que aparece en el Monasterio de Santa María de Sandoval el 25 de febrero de 1178 haciendo una donación a dicho monasterio de unas granjas en diversos sitios. Otros argumentan que la reina Urraca no murió hasta el año 1189, a pesar de que los Anales Toledanos situaron su defunción en el año 1179.

### Sepultura
Recibió sepultura en la capilla de Santa María Magdalena de la Catedral de Palencia, a pesar de que, en un documento fechado el día 24 de febrero de 1161, había dispuesto que su cadáver recibiera sepultura en la Catedral de Oviedo, templo al que había efectuado diversas donaciones, junto a los reyes de Asturias allí sepultados, disponiendo además que en caso de que su cadáver recibiera sepultura en otro lugar, se celebrase en su memoria un aniversario solemne en la Catedral de Oviedo.
No obstante, su voluntad no fue respetada y sus restos mortales fueron sepultados en la Catedral de Palencia. En unos estatutos concedidos al Cabildo palentino por el obispo Gutierre Gómez de Luna el día 25 de mayo de 1388 se menciona que el capellán de Santa María Magdalena tenía obligación de rogar por el alma de la reina Urraca y por otros individuos sepultados en la misma capilla, recomendación que se repite en una concordia entre el Cabildo palentino y los capellanes de Santa María Magdalena, alrededor del año 1420.
Alonso Fernández de Madrid, canónigo de la Catedral de Palencia en el siglo XVI, dejó constancia en un manuscrito del descubrimiento, en el año 1532, del cuerpo momificado naturalmente de la reina Urraca, que apareció cuando se renovó la capilla de Santa María Magdalena:

Fue sepultada en Sant Antolin, en la capilla que entonces era la mayor, y agora es la de la parrochia, donde está el Santo Sacramento; y después, en el año de MDXXXIIº, renovándose la dicha capilla, fue hallado entero su cuerpo embalsamado, en una muy buena sepultura, y se puso en lo alto de la pared, en una tumba de madera pintada y dorada, como agora parece, con su letrero.

En 1535, tres años después del hallazgo de los restos de la reina Urraca, se dispuso, mediante acuerdo capitular, que en la Capilla del Sagrario de la catedral de Palencia no se colocasen escudos de armas o epitafios de persona alguna, debido a la suntuosidad de la propia capilla, y a ...estar allí sepultada aquella señora Doña Urraca, reyna de Navarra. En la primera mitad del siglo XVI, después del descubrimiento de los restos de la Reina, se colocó un epitafio en la urna de madera en la que se depositó su cuerpo, que fue colocada suspendida en lo alto de una de las paredes de la capilla. En el epitafio colocado en la urna se usaba una cronología desfasada, lo que ha llevado a sospechar que dicho epitafio, aunque colocado en el siglo XVI, es una mera repetición de uno anterior. Al mismo tiempo se colocó un epitafio en la pared que sostiene el arca que contiene el cuerpo de la reina, que únicamente difiere del grabado en el arca en que este último se rige por la era de César. El epitafio colocado en el arca que contiene los restos de la reina reza la siguiente inscripción:

HIC REQUIESCIT DOPNA URRACA REGINA NAVARRE UXOR DOPNI GARSIE RAMIRI REGIS NAVARRE, QUE FUIT FILIA SERENISSIMI DOPNI ALFONSI IMPERATORIS HISPANIAE QUI ALMERIAM OBTINUIT, QUE OBIIT IIIIº YDUS OCTOBRIS ERA MªCCªXXªVIIª.

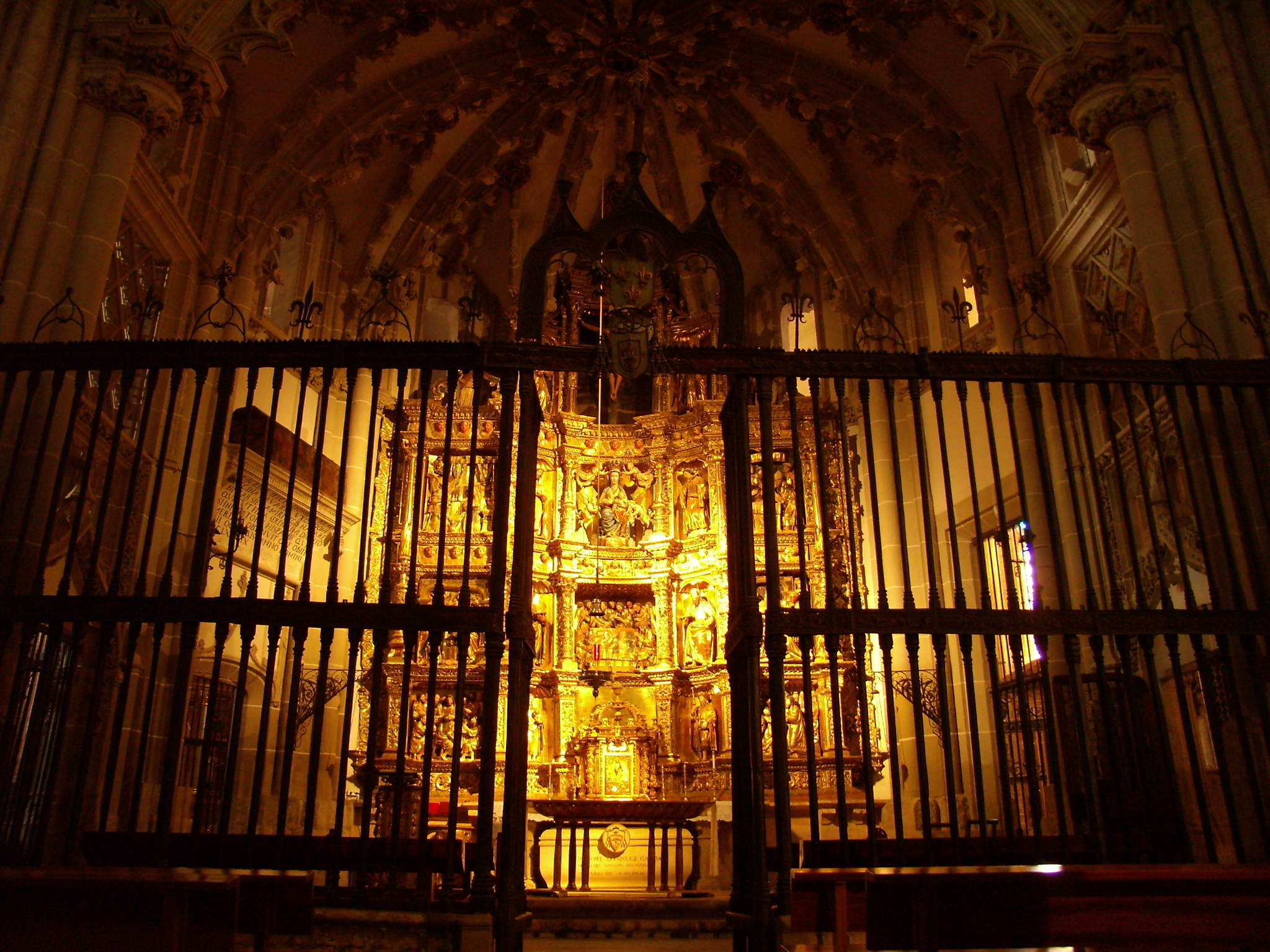
Capilla del Sagrario de la catedral de Palencia. A la izquierda de la imagen y situado tras la reja, puede observarse el arca en la que yacen los restos de la reina Urraca.

Que traducido al castellano viene a decir:

Aquí yace Doña Urraca, reina de Navarra, esposa de Don García Ramírez, rey de Navarra, que fue hija del serenísimo Don Alfonso, emperador de España que conquistó Almería, que falleció el cuarto día de los idus de octubre de la era mil doscientos veintisiete.

Desde el siglo XVI, el cuerpo momificado de la reina, yace en el interior de una caja de madera, con tapa de cristal, introducida a su vez en un arca de madera en la que fue colocado después de su descubrimiento, siendo esta última de madera, pintada y dorada, y adornada con los escudos cuartelados de Castilla y León, sostenidos por ángeles tenantes; se encuentra colocada en alto, en el lado del Evangelio, sobre una plataforma de piedra que le sirve de sustento.
En 1896 fueron examinados los restos mortales de la reina y fotografiados, constatándose entonces que seguían conservándose en buen estado desde que había sido examinada durante el reinado de Isabel II, que donó un manto azul para ser envuelta en él. La momia de la reina muestra que medía un metro y sesenta y dos centímetros de estatura, alta para la época, y tenía los brazos cruzados sobre la cintura, apreciándose además durante el examen que padeció obesidad, contrastando la corpulencia con sus manos y pies pequeños y delicados, las piernas eran rectas y fuertes, y que debió fallecer, a juicio de quienes la examinaron, cuando contaba entre cuarenta y cinco y cincuenta años de edad.
El ataúd policromado fue restaurado en 2023 y se aprovechó para volver a examinar el cuerpo y fotografiarlo, observándose que continuaba perfectamente conservada debido a una momificación natural.